# Эяси
Эяси — озеро на севере Танзании. Высота над уровнем моря — 1030 м.
Озеро Эяси расположено к югу от национального парка Серенгети, ограничивая охраняемую зону Нгоронгоро с юго-запада, на дне долины Восточно-Африканского рифта. На южном берегу живут представители народности хадза.
Для Эяси характерны значительные сезонные колебания уровня воды, в отдельные годы может пересыхать. Озеро солёное, содержит большие запасы соды и поваренной соли.

## Археология и палеоантропология
На северо-восточном берегу озера Эяси были найдены останки так называемых африкантропов (Эяси 1, 2, 3, 4), которых относят либо к ранним архаичным Homo sapiens, либо к Homo heidelbergensis. Микролиты из пещеры Мумба-Рок-Шелтер, находящейся рядом с озером Эяси, датируются возрастом 130 тысяч лет.